# تسرکت (نرم‌افزار)
تسرکت (انگلیسی: Tesseract) یک موتور نویسه‌خوان نوری برای سیستم‌های عامل مختلف است. این نرم‌افزار آزاد است، تحت مجوز آپاچی، نسخه ۲، و توسعه توسط گوگل از سال ۲۰۰۶ پشتیبانی شده‌است. در سال ۲۰۰۶، به عنوان یکی از دقیق‌ترین موتورهای متن‌باز در نظر گرفته شد. این نرم‌افزار فقط یک موتور نویسه‌خوان است و برای آن محیط‌های گرافیکی برخط و آفلاین متعددی به صورت جداگانه توسط دیگر توسعه‌دهندگان، ساخته شده‌است.

## تاریخچه
بین سال‌های ۱۹۸۵ تا ۱۹۹۴ موتور tesseract در ابتدا به عنوان نرم‌افزار اختصاصی در آزمایشگاه‌های HP در بریستول، انگلستان و گریلی، کلرادو توسعه یافت و در سال ۱۹۹۶ به ویندوز منتقل شد و در سال ۱۹۹۸ کدهایش از زبان C به C + + تبدیل شد. کار کمی در دهه بعد انجام شد. کدهایش در سال ۲۰۰۵ توسط HP و دانشگاه نوادا در لاس وگاس منتشر شد و از سال ۲۰۰۶ پروژه توسط گوگل حمایت مالی شد.

## نسخهٔ ۴
در نسخه ۴ پشتیبانی از شبکه یادگیری عمیق LSTM اضافه شد و مجموع زبان‌های مورد پشتیبانیش به ۱۱۶ زبان رسید.